# Cień aerodynamiczny

Opływ powietrza w normalnym locie samolotu oraz ster wysokości w cieniu aerodynamicznym wygenerowanym przez skrzydło

Cień aerodynamiczny – zjawisko zmniejszenia efektywności aerodynamicznej elementów znajdujących się w martwej strefie położonej za obiektem opływanym przez ciecz lub gaz.
Za nieopływowym ciałem znajduje się obszar oderwania strumienia, w którym płyn lub gaz jest nieruchomy względem opływanego obiektu. Elementy ciała opływanego znajdujące się w tej strefie są nieefektywne. Nie działają na nie siły aerodynamiczne ponieważ ich prędkość względem otaczającego je środowiska jest sumarycznie niewielka lub równa zeru. Dodatkowo ich działanie jest zakłócone przez wiry powstające za obiektem, które powodują generowanie na nich pulsujących sił i drgań. 
W przypadku konstrukcji lotniczych cień aerodynamiczny powstaje głównie za skrzydłem samolotu przy jego krytycznych kątach natarcia i powoduje utratę stateczności samolotu i buffeting sterów wysokości. Dla uniknięcia utraty sterowności samolotów powierzchnie sterowe umieszcza się w obszarach niezagrożonych wejściem w strefę cienia aerodynamicznego (tzw. usterzenie T ze sterem wysokości zamontowanym na górnej krawędzi statecznika pionowego).